# Prohibició del hijab a Karnataka

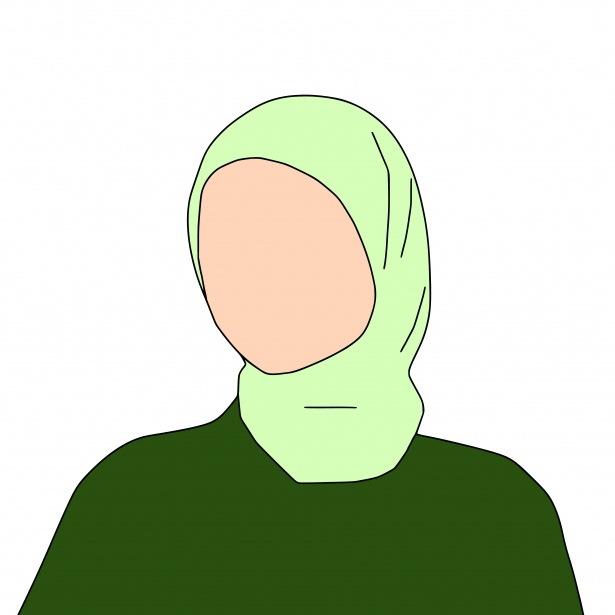
Hijab

La prohibició del hijab a Karnataka és una regulació institucional de la vestimenta que s'aplica a les dones que porten hijab a l'estat de Karnataka a l'Índia.

## Fons
Les dones que porten hijab a Karnataka no poden entrar a escoles i universitats amb hijab. El hijab és un dret bàsic de la dona musulmana que porta amb orgull en un sentit de salvaguarda de la seva modèstia, segons l'Islam.

## Esdeveniments

### Disputa d'Udupi
A principis de gener de 2022, es va informar d'una disputa sobre l'ús del hijab a un col·legi preuniversitari per a noies d' Udupi, administrat pel govern, que havia prohibit l'ús del hijab com a violació de la seva política d'uniformes. Sis estudiants musulmanes van insistir a portar el hijab a les classes a sobre del seu uniforme universitari, argumentant que el hijab era part de la seva fe, i del seu dret constitucional. La universitat va dir que la seva política d'uniformes no permetia el hijab. Les noies es van oferir a utilitzar la dupatta de l'uniforme existentper cobrir-se el cap, argumentant que no havien de portar un hijab separat d'un altre color o material, però la universitat es va negar. La universitat els va permetre portar el hijab al campus, però no els va permetre entrar a les classes. Els van trobar asseguts als passadissos i treballant amb els seus quaderns.